# Ширяиха (Смоленская область)
Ширяиха — деревня в Гагаринском районе Смоленской области России. Входит в состав Баскаковского сельского поселения. 

## География
Расположена в северо-восточной части области в 15 км к западу от Гагарина, в 19 км севернее автодороги М1 «Беларусь», на берегу реки Сежа. В 9 км юго-восточнее деревни расположена железнодорожная станция Василисино на линии Москва — Минск.
Часовой пояс
Ширяиха, как и вся Смоленская область, находится в часовой зоне МСК (московское время). Смещение применяемого времени относительно UTC составляет +3:00.

## Климат
Климат умеренно-континентальный, средние температуры летом: днём от 16 до 25, ночью может опускаться до + 11 градусов, зимой опускается температура ниже, чем — 15 до 25 градусов ниже нуля. Преобладают западные воздушные массы.

## История
В годы Великой Отечественной войны деревня была оккупирована гитлеровскими войсками в октябре 1941 года, освобождена в марте 1943 года.

## Население
Население — 1 житель (2007 год).